# Latrunculina
Latrunculina es el nombre de varias toxinas producidas por poríferos (esponjas de mar), como el género Latrunculia, del cual deriva su nombre. La toxicidad de la latrunculina A deriva de su capacidad de secuestrar monómeros de actina en células vivas con una estequiometría 1:1, si bien se sugieren otras actividades biológicas para el compuesto. No existen evidencias de que el complejo actina-latrunculina A participe en la elongación de los filamentos de actina. En cuanto al lugar de reconocimiento respecto de otras proteínas, su lugar de unión a la actina es distinto del de la profilina, si bien la unión de timosina beta 4 queda interrumpida cuando aquella forma un complejo con la latrunculina A: esto es, existe un impedimento estérico, una suerte de alosterismo.

Latrunculina A

Latrunculina B